# Pingyuan (Dezhou)
Der Kreis Pingyuan (chinesisch 平原县, Pinyin Píngyuán Xiàn) ist ein Kreis in der chinesischen Provinz Shandong. Er gehört zum Verwaltungsgebiet der bezirksfreien Stadt Dezhou. Pingyuan hat eine Fläche von 1.047 km² und zählt 442.948 Einwohner (Stand: Zensus 2010).

## Administrative Gliederung
Auf Gemeindeebene setzt sich der Kreis aus zwei Straßenvierteln, sieben Großgemeinden und drei Gemeinden zusammen. 